# Curtatone
Curtatone là một đô thị tại tỉnh Mantova trong vùng Lombardia của Italia, có vị trí cách khoảng 130 km về phía đông nam của Milano và khoảng 7 km về phía tây nam của Mantova. Tại thời điểm ngày 31 tháng 12 năm 2004, đô thị này có dân số 12.877 người và diện tích là 67,5 km².
Đô thị Curtatone có các frazioni (các đơn vị trực thuộc, chủ yếu là các làng) Buscoldo, Eremo, Grazie, Levata, Montanara, Ponteventuno, San Lorenzo, và San Silvestro.
Curtatone giáp các đô thị: Borgoforte, Castellucchio, Mantova, Marcaria, Porto Mantovano, Rodigo, Virgilio.